# Alfredo Sanzol
Alfredo Sanzol (* 1972 in Pamplona) ist ein spanischer Regisseur und Bühnenautor.

## Biographie
Alfredo Sanzol ist Autor und Theaterregisseur. Er studierte Rechtswissenschaften an der Universität Navarra und Regie an der Real Escuela Superior de Arte Dramático (RESAD), einer Theaterschule in Madrid. Er ist Mitglied der Asociación de Directores de Escena, einer Vereinigung der Bühnenregisseure Spaniens, und der Gesellschaft für spanische Autoren, der Sociedad General de Autores y Editores. Außerdem hat er Kurse und Workshops in der Kulturinstitution La Casa de América in Madrid, im Kulturzentrum La Casa Encendida in Madrid, im Nationaltheater El Teatro Nacional de Bogotá, im ehemaligen Schlachthof Matadero-Madrid, der heute als Kulturzentrum genutzt wird, im Theater La Sala Beckett in Barcelona, im nationalen und internationalen Referenzzentrum für Kultur La Térmica in Málaga, im Theater La Escuela Navarra de Teatro in Pamplona, bei der Sociedad General de Autores, auf dem Festival de Teatro Clásico de Olite und im Centro Dramático Nacional, einem öffentlichen Zentrum für Theaterproduktionen, gehalten.
Im April 2019 wurde bekannt gegeben, dass er zum Direktor des Centro Dramático Nacional ernannt wurde. Diese Position hat er seit dem 1. Januar 2020 inne.

## Werke
Zu seinen herausragendsten Produktionen zählen:

### Dramaturgie und Regie
- El bar que se tragó a todos los españoles (2021), Centro Dramático Nacional.
- La valentía (2018), Lazona und Pavón Kamikaze Theater.
- La ternura (2017), Lazona und Teatro de la Abadía.
- La respiración (2016), Lazona und Teatro de la Abadía.
- La calma mágica (2014), Tanttaka und Centro Dramático Nacional.
- ¡Aventura! (2012), T de Teatre und Teatre Lliure.
- En la luna (2011), Teatro de la Abadía.
- Días estupendos (2010), Lazona und Centro Dramático Nacional.
- Delicadas (2009), T de Teatre und Festival Grec.
- Sí, pero no lo soy (2008), Centro Dramático Nacional.
- Risas y destrucción (2006), Producciones del Callao.
- Cous cous & churros (2001), Producciones del Callao.

### Regie
- El bar que se tragó a todos los españoles (2020), Centro Dramático Nacional.
- Macbeth (2020), zusammen mit Gerardo Vera. Centro Dramático Nacional.
- El barberillo de Lavapiés (dt. Lamparilla) (2019), Teatro de la Zarzuela.
- Luces de bohemia (2018), Centro Dramático Nacional.
- La dama boba (2017), Joven Compañía Nacional de Teatro Clásico.
- Edipo Rey (dt. König Ödipus) (2015), Teatro de la Ciudad / Teatro de la Abadía.
- Esperando a Godot (dt. Warten auf Godot) (2013), Centro Dramático Nacional.
- La importancia de llamarse Ernesto (2012), Theater Gayarre.
- La cabeza del Bautista (2009), Centro Dramático Nacional.
- Carrusel Palace (1999), Producciones del Callao.
- Como los griegos (1999), RESAD und Producciones del Callao.

### Dramaturgie
- Historias de Usera (2016), Kubik Fabrik Produktionen, mit Miguel del Arco, José Padilla, Denise Despeyroux, Alberto Olmos und Alberto Sánchez-Cabezudo.
- Romeo y Julieteta (2016), mit Helena Lanza.
- El manual de la buena esposa (2012), Lazona, mit Yolanda García Serrano, Verónica Fernández, Anna R. Costa, Miguel del Arco und Juan Carlos Rubio.

## Preise und Auszeichnungen
Sanzol wurde dreimal mit dem Premio Max de las Artes Escénicas ausgezeichnet, welcher im Deutschen unter dem Titel Premios Max bekannt ist. 2011 gewann er den Preis in der Kategorie „Bester Dramatiker auf Katalanisch oder Valencianisch“ für das Werk Delicades, 2012 und 2013 in der Kategorie „Bester Dramatiker in spanischer Sprache“ für die Werke Días estupendos beziehungsweise En la luna. Für sein Werk aus 2012 erhielt er auch den Ceres-Preis für den besten Dramatiker.
Für sein Werk La respiración erhielt er 2017 den Premio Nacional de Literatura für dramatische Literatur. Dieser Preis wird vom spanischen Kulturministerium an in Spanien veröffentlichte Werke verliehen. Die Jury entschied, dieses Werk “für seine Struktur einer so geschlossenen wie auch offenen Handlung mit soliden Charakteren, die sich dramatisch entwickeln und sich in einer erneuerten Sentimentalität bewegen” auszuzeichnen. 2018 gewann er den XII. Valle-Inclán-de-Teatro-Preis für sein Werk La ternura.